# Коптево (район на Москва)
Коптево е административен район на Северен окръг в Москва.